# 中華民國—哥斯大黎加關係
中華民國與哥斯大黎加共和國於1941—2007年有官方外交關係，斷交後，目前沒有在對方首都互設具大使館功能的代表機構。對哥斯大黎加的相關事務由中華民國駐瓜地馬拉共和國大使館兼轄。

## 政治

### 外交
1941年4月9日，中華民國與哥斯大黎加建立公使級外交關係，於首都聖荷西設立中華民國駐哥斯大黎加共和國公使館，並派駐公使（初期由駐巴拿馬公使兼任）。哥斯大黎加則未設立公使館、派駐公使。
1949年，中華民國政府遷台後，兩國繼續維持邦交。
1954年，於首都台北派任哥斯大黎加駐中華民國名譽領事。
1959年5月5日，升格為大使級外交關係，公使館升格為中華民國駐哥斯大黎加共和國大使館，以及於首都臺北設立哥斯大黎加駐中華民國大使館，並互派大使。
1962年－1970年，哥斯大黎加停派大使。
1996年3月，哥斯大黎加政府與國會對中華人民共和國在台灣海峽試射飛彈，威脅中華民國即將於3月23日舉行的首次總統直接選舉一事，深表憤慨並發表公報譴責。哥斯大黎加並聯合薩爾瓦多、瓜地馬拉、宏都拉斯、尼加拉瓜總統及貝里斯總理共同發表公報予以聲援。
2007年6月7日，在建交66年後，哥斯大黎加與中華民國斷交。當時有9名哥斯大黎加學生在台灣學習中文並攻讀學士學位，中華民國政府在兩國斷交後仍繼續提供獎學金以完成學業。

#### 支持中華民國參與國際組織

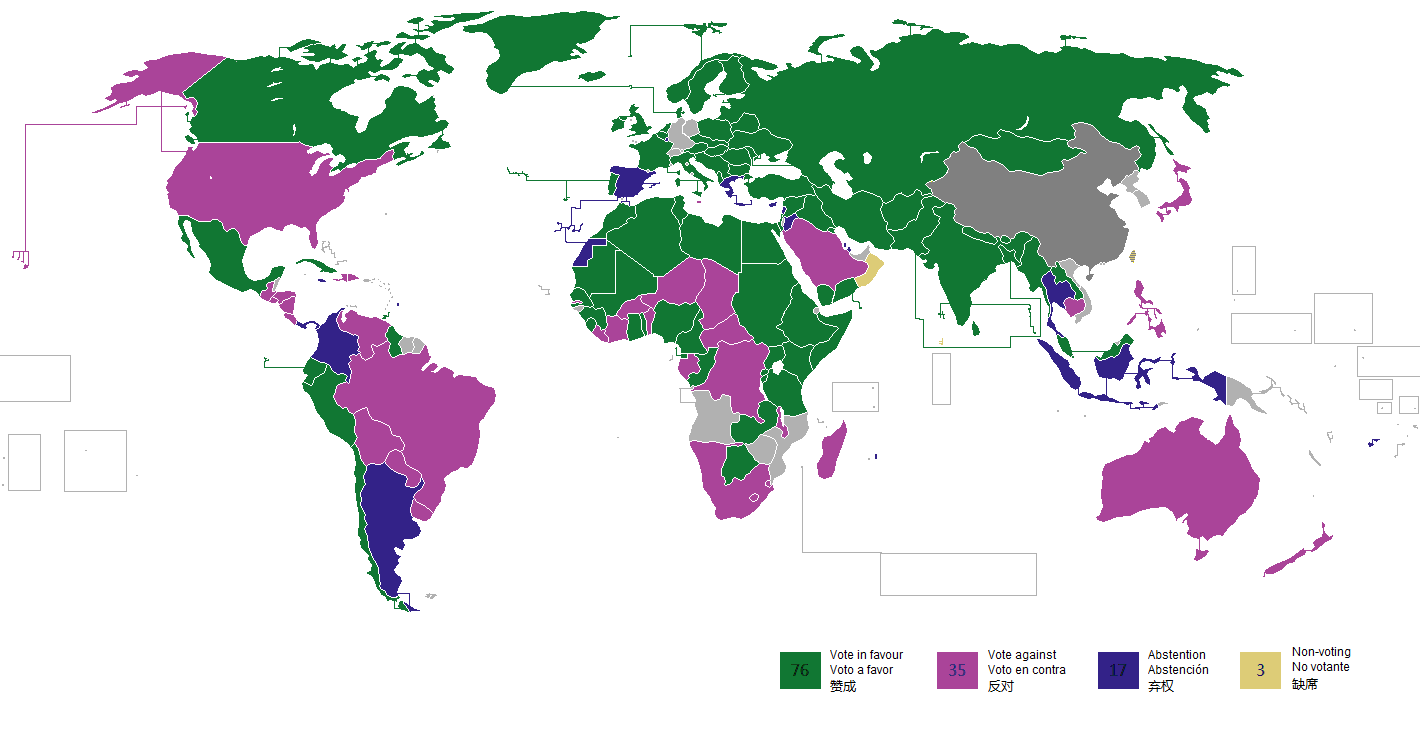
紫色國家表示在1971年的投票中支持中華民國續留聯合國，即《聯合國大會2758號決議》，其中包括哥斯大黎加。

兩國斷交前，哥斯大黎加曾多次支持中華民國參與國際組織。
1993年10月，哥斯大黎加在聯合國大會的總辯論中，為中華民國參與聯合國議題執言；1994、1995年7月，哥斯大黎加與中華民國的邦交國連署提案，要求聯合國大會設立研究委員會將「根據會籍普遍原則並按照分裂國家在聯合國已建立的平行代表權模式，審議在台灣的中華民國在國際體系中的特殊情況」案列入議程。年底，在聯合國大會的總辯論，以及聯合國成立50週年特別紀念會議中發言支持；1996年1月，哥斯大黎加前總統孟赫、艾張第、多瑞荷、喀德戎聯名致函聯合國秘書長蓋里支持中華民國參與聯合國，由哥斯大黎加常駐聯合國代表轉交蓋里；1998年9月、1999年9月、2001年11月、2002年9月，哥斯大黎加在聯合國大會的總辯論中，發言支持中華民國參與聯合國。
2002年5月、2005年5月，哥斯大黎加在世界衛生大會（WHA）發言支持「邀請台灣以觀察員身分參與世界衛生大會」。

### 人員互訪（1985年至今）

#### 哥斯大黎加
| 職稱         | 姓名 | 日期                                                                                                 | 備註                                                                  |
| ------------ | --- | --- | --------------------------------------------------------------------- |
| 總統         | 孟赫 喀德戎 費蓋雷斯 羅德里格斯 白契科 | 1985年5月 1990年11月 1997年8月 1999年3月 2002年10月、2003年8月、2005年8月                            | [ 26 ] [ 27 ] [ 28 ] [ 29 ] [ 30 ] [ 31 ] [ 31 ]                      |
| 第一副總統   | 費雪 沙波麗 | 1999年9月 2004年5月                                                                                  | [ 32 ] [ 33 ]                                                         |
| 第二副總統   | 卡龍 羅培茲 歐蒂 | 1986年6月 1990年11月 2000年5月                                                                       | [ 34 ] [ 27 ] [ 35 ]                                                  |
| 國會議長     | 瓦爾蓋斯（Guillermo Vargas Sanabria） 卡賓斯基（Rosemary Karspinsky Dodero） 佛里歐 德瑞荷斯 羅德里格斯 柴維禮（Danilo Chaverri Soto） 瓦爾蓋斯（Carlos Vargas Pagán） 康德拉絲（Rina Contreras López） 雷東多 龔薩雷斯（Gerardo Gonzalez Esquivel） | 1986年2月 1987年4月 1987年9月 1990年10月 1991年10月 1993年10月 2000年 2001年1月 2004年1月 2005年10月 | [ 36 ] [ 37 ] [ 38 ] [ 39 ] [ 40 ] [ 41 ] [ 42 ] [ 43 ] [ 33 ] [ 44 ] |
| 最高法院院長 | 布朗哥 莫拉 | 1988年2月 1999年11月                                                                                 | [ 45 ] [ 32 ]                                                         |

僅列舉部分名單：
前總統埃羌第、孟赫、阿里亞斯、總統候選人羅德里格斯、內閣會議秘書長羅菈（Marta Lora）、納華洛（Hermes Navarro del Valle）、總統府部長阿里亞斯、托雷多、外交部長古提瑞斯、倪浩思、納朗賀（Fernando Naranjo Villalobos）、羅哈斯（Roberto Rojas López）、托巴爾、計劃部長魏雅蘇索、內政部長費序曼、新聞部長瓦賈斯、費南德斯、衛生部長巴爾多（Rogelio Pardo）、賽恩絲、科技部長古提耶雷斯（Fernando Gutierrez）、司法部長佛里歐、農牧部長葛多（Rodolfo Coto Pacheco）、經濟暨外貿部長古索斯基、巴蘭德斯（Gilberto Barrantes）、龔薩雷斯（Manuel A. Gonzalez）、環境暨能源部長多布雷斯（Roberto Dobles）、公共工程暨交通部長孟德斯、文化青年暨體育部長格瑞那達斯（Enrique Granados）、漁業局長卡絲楚（Ligia Castro）、人事行政局長李基模（Guillermo Lee）、艾格達（José Joaquín Arguedas）、常駐聯合國日內瓦分部代表岡薩雷斯、國會副議長瓦倫西亞諾、瓦加斯、商契斯（María Lydia Sánchez Valverde）、瑪拉瓦西、國會公共收支監督委員會主席維亞涅華、最高選舉法院長布雷涅斯（Gonzalo Brenes Camacho）、馮禧嘉（Oscar Fonseca Montoya）、聖荷西市長阿拉亞、國立哥斯大黎加大學校長鞏佳美（Yamileth Gonzalez）、空中大學校長阿里亞斯（Rodrigo Arias）。

#### 中華民國
| 職稱       | 姓名               | 日期                           | 備註                 |
| ---------- | ------------------ | ------------------------------ | -------------------- |
| 總統       | 李登輝 陳水扁      | 1994年5月 2000年8月、2006年5月 | [ 66 ] [ 67 ] [ 58 ] |
| 副總統     | 李登輝 連戰 呂秀蓮 | 1985年9月 1998年5月 2004年6月  | [ 68 ] [ 69 ] [ 33 ] |
| 行政院院長 | 游錫堃             | 2002年8月                      | [ 70 ]               |
| 立法院院長 | 王金平             | 2002年5月                      | [ 71 ]               |
| 司法院院長 | 翁岳生             | 2002年1月                      | [ 72 ]               |
| 考試院院長 | 姚嘉文             | 2004年2月                      | [ 33 ]               |

僅列舉部分名單：
國家安全會議秘書長莊銘耀、總統府副秘書長戴瑞明、蘇起、簡又新、黃志芳、總統府資政俞國華、總統府國策顧問蔣仲苓、行政院政務委員楊世緘、中央銀行總裁謝森中、外交部長朱撫松、錢復、章孝嚴、胡志強、田弘茂、簡又新、陳唐山、黃志芳、外交部常務次長藍智民、黃瀧元、教育部長杜正勝、經濟部長林信義、財政部政務次長陳冲、新聞局長葉國興、僑務委員會委員長張富美、農業委員會主任委員陳希煌、經濟建設委員會主任委員蕭萬長、陳博志、文化建設委員會主任委員陳郁秀、工商協進會理事長黃茂雄、工業協進會理事長李成家、全國中小企業總會理事長戴勝通、對外貿易發展協會董事長許嘉棟。

## 經濟

### 背景
兩國在2007年斷交後，臺商在哥斯大黎加從事貿易或投資所需之相關文件驗證，均須轉往鄰近第三國辦理，徒增時間與人力成本。此外，因缺乏與該國經貿機構與公協會之聯繫管道，中華民國已多年未組團前往拓銷或採購，亦為臺商拓展該國市場之不利因素。

### 貿易
2009－2014年，美商英特尔（Intel）在哥斯大黎加設廠生產集成电路出口至全世界，中華民國對哥斯大黎加的貿易即呈現巨額逆差（赤字），並於2013年達到4.13億美元歷史新高，後因2014年Intel決定關廠，臺商改自其他地區採購積體電路後，2015年對該國的結構性逆差已大幅減少至904萬美元，在2016、2017年甚至轉為順差（盈餘），但自2018年起復為逆差。有鑒於臺灣人口逐漸老化、醫療所需設備將逐漸提高，而哥斯大黎加所需塑膠原料與產品可自他國進口，未來對其逆差預期將持續擴大。
| 年分 | 貿易總額    | 貿易總額 | 貿易總額 | 出口至哥斯大黎加 | 出口至哥斯大黎加 | 出口至哥斯大黎加 | 自哥斯大黎加進口 | 自哥斯大黎加進口 | 自哥斯大黎加進口 | 順逆差  |
| 年分 | 金額        | 年增減   | 排名     | 金額             | 年增減           | 排名             | 金額             | 年增減           | 排名             | 順逆差  |
| ---- | ----------- | -------- | -------- | ---------------- | ---------------- | ---------------- | ---------------- | ---------------- | ---------------- | ------- |
| 2017 | 151,166,375 | ▼1.7%    | 77       | 80,332,021       | ▼4.7%            | 78               | 70,834,354       | ▲1.9%            | 73               | 順差▼   |
| 2018 | 182,135,515 | ▲20.5%   | 73       | 87,757,448       | ▲9.2%            | 76               | 94,378,067       | ▲33.2%           | 67               | 逆差 -- |
| 2019 | 184,714,487 | ▲1.4%    | 68       | 82,223,221       | ▼6.3%            | 75               | 102,491,266      | ▲8.6%            | 62               | 逆差▲   |
| 2020 | 171,300,676 | ▼7.3%    | 72       | 77,781,790       | ▼5.4%            | 73               | 93,518,886       | ▼8.8%            | 67               | 逆差▼   |
| 2021 | 215,364,391 | ▲25.7%   | 73       | 97,997,408       | ▲26.0%           | 70               | 117,366,983      | ▲25.5%           | 71               | 逆差▲   |
| 2022 | 340,009,112 | ▲57.9%   | 67       | 123,496,833      | ▲26.0%           | 68               | 216,512,279      | ▲84.5%           | 58               | 逆差▲   |
| 2023 | 378,510,359 | ▲11.3%   | 60       | 99,515,295       | ▼19.4%           | 72               | 278,995,064      | ▲28.9%           | 53               | 逆差▲   |
| 2024 | 683,676,204 | ▲80.6%   | 49       | 105,911,677      | ▲6.4%            | 65               | 577,764,527      | ▲107.1%          | 43               | 逆差▲   |

2023年的兩國貿易項目如下：
出口至哥斯大黎加的前10大項目為：聚縮醛、环氧树脂、醇酸樹脂、聚碳酸酯、聚丙烯酯與其他聚酯、聚醚；機動車輛所用之零件與附件；特定用途機器之零件與附件；集成电路；醫藥製劑；非動力之兩輪與其他自行車；自行車或機動車輛用之電氣照明或信號設備、擋風板刮刷器、去霜或去霧器；新橡膠氣胎；玻璃匠用之油灰、樹脂黏合劑、填隙料與其他灰泥，建築物使用之非耐火表面處理調製品；橡膠或塑料加工機或以此類原料製造產品之機械等。
自哥斯大黎加進口的前10大項目為：積體電路；內科、外科、牙科或兽医用儀器與用具；鐵屬廢料、重熔用廢鋼鐵鑄錠；電路開關或連接器；二極管、發光二極管、晶体管與類似半导体器件、光敏半導體裝置；咖啡、咖啡荳殼與荳皮、含咖啡成分之代替品；整形用具、夾護板與其他接骨用具、助聽器與其他配帶用具或植入體內之其他用具；特定用途機器之零件與附件；電阻器；铝廢料與碎屑；工業用之紡織產品或製品等。

### 投資
兩國在2007年斷交前，臺商在哥斯大黎加總投資金額為9,489萬美元，僱用員工人數約743人。另根據中華民國經濟部投資審議司統計的金額為2,825萬美元，計有13件。主要投資項目有：加工區經營、漁撈、塑料、家具、食品、汽車零件、蘭花栽培、旅館、廚具設備、鐵捲門、貿易等，大部分屬中小型企業，其中較大型投資包括中華加工出口區（BES）、台糖蘭園（TAISUCO）。後因兩國斷交、業主退休而子女未接手等原因，陸續轉移出售，臺商規模已遠不如前。目前成立的組織有：哥斯大黎加台灣商會、哥斯大黎加台灣協會。臺商約有2,000人。
根據中華民國經濟部投資審議司統計，哥斯大黎加在臺灣總投資金額為732.2萬美元，計有5件。

## 交流

### 援助
1990年12月，哥斯大黎加發生地震後，中華民國政府捐贈10萬美元協助賑災救難工作，由駐哥斯大黎加大使邵學錕致贈給該國外交部長倪浩思。
1991年4月，哥斯大黎加再度發生強烈地震，中華民國總統李登輝致電該國總統卡德隆表示關切與慰問，政府並捐贈20萬美元。
2000年7月，中華民國援建哥斯大黎加的臺灣友誼大橋動工，是中美洲第一座斜張橋。2003年7月，舉行通車典禮，由哥斯大黎加總統白契科與中華民國大使王飛共同主持。

### 教育
臺灣並未在哥斯大黎加設立中文学校，但有臺商設立一所私立中小學，在一般課程內包括有中文教育外，另開設中文補習課程。當地的臺灣社團組織與臺商亦於假日開設中文補習學校或中文補習班。

### 旅行
2022年，根據哥斯大黎加觀光局（Instituto Costarricense de Turismo）統計，臺灣前往哥斯大黎加有2,534人次。

## 協定
| 日期           | 簽署 | 備註         |
| -------------- | --- | ------------ |
| 1944年5月5日   | 《中華民國哥斯大黎加共和國友好條約》 | 以下簡稱中哥 |
| 1958年4月10日  | 《中哥文化專約》 |              |
| 1964年11月4日  | 《中哥貿易協定》 |              |
| 1971年9月2日   | 《中哥技術合作協定》 | [ 註 2 ]     |
| 1980年5月21日  | 《中哥漁業技術合作協定延期換文》 | [ 註 3 ]     |
| 1980年9月2日   | 《中哥竹工藝技術合作協定》 | [ 註 4 ]     |
| 1982年12月14日 | 《中哥貿易暨促進出口協議書》 |              |
| 1984年12月12日 | 《中哥引渡條約》 |              |
| 1989年8月1日   | 《中哥郵政國際快捷郵件協定》 |              |
| 1991年3月6日   | 《中哥發展養豬合作協議書》 | [ 註 5 ]     |
| 1992年2月12日  | 《中哥合作執行哥斯大黎加葡萄推廣計劃協議書》 | [ 註 6 ]     |
| 1995年5月11日  | 《中哥空運協定》 | [ 89 ]       |
| 1997年3月24日  | 《中哥海外服務工作團派遣協定》 | [ 註 7 ]     |
| 1997年7月8日   | 《中哥建造訓練漁船、講習、訓練及技術轉移合作協定》 |              |
| 1997年8月10日  | 《中哥新聞交流協定》 |              |
| 1998年2月16日  | 《中哥發展技職教育合作計畫協議》 |              |
| 1999年3月25日  | 《中哥體育運動暨休閒合作協定》 《中哥促進暨相互保障投資協定暨附加議定書》                                                                                            |              |
| 2001年2月27日  | 《中哥發展第二期技職教育合作計畫協議》 |              |
| 2002年         | 《中哥相互保護智慧財產權協定》 《中華民國對外貿易發展協會與哥斯大黎加對外貿易協會合作協議》 《中華民國經濟部與哥斯大黎加對外貿易部加強經貿、投資及技術轉移聯合聲明》 | [ 59 ]       |

## 簽證

持中華民國護照的中華民國國民簽證要求分布圖：入境哥斯大黎加可以免簽證。

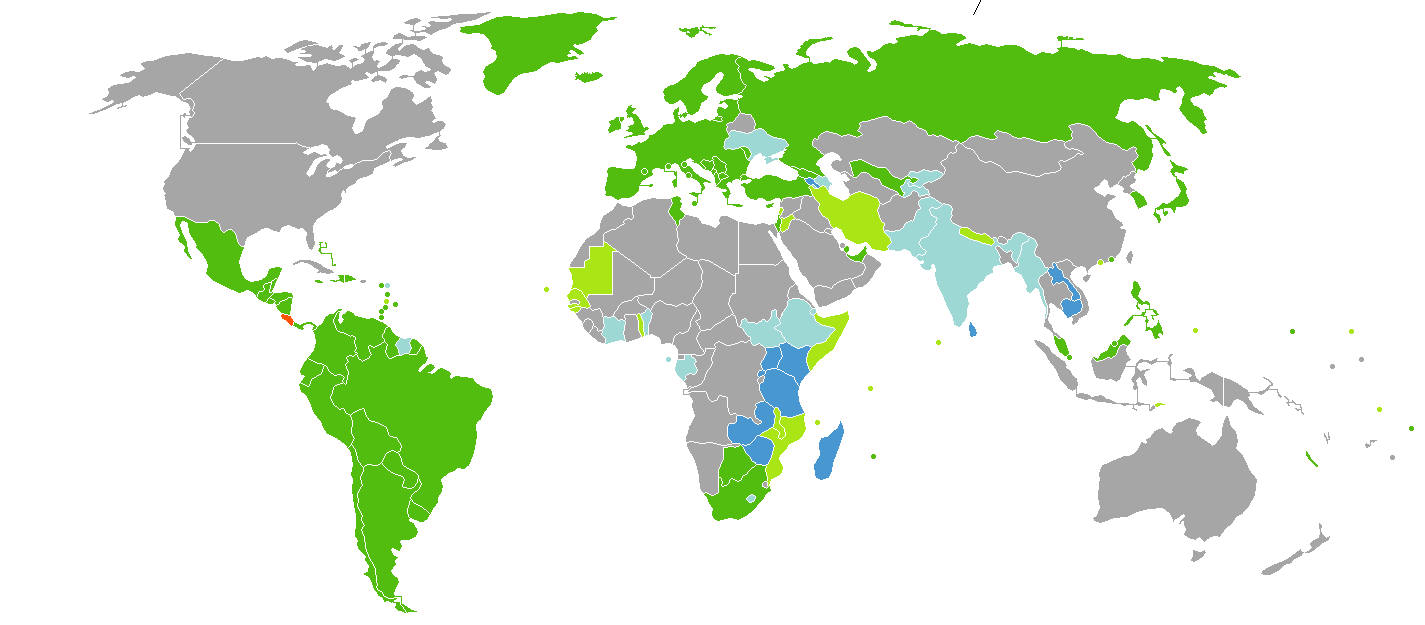
持哥斯大黎加護照的哥斯大黎加人口簽證要求分布圖：入境中華民國需要簽證。

持有中華民國護照的中華民國國民可以免簽證的方式入境哥斯大黎加，停留最多30天，可申請延長至90天，需提供每月至少100美元的旅行財力證明。
持有哥斯大黎加護照的哥斯大黎加國民抵台參加由中央政府機關主辦、協辦或贊助之國際會議、運動賽事、商展或其他活動，可以電子簽證入境中華民國，停留最多30天並不得延期。

## 交通

### 航空

#### 客運
兩國無直航班機，可經由（不計航點遠近，截至2023年7月2日）：
- 臺北→巴黎、法蘭克福、阿姆斯特丹（*季節性飛哥國）、紐約、洛杉磯、芝加哥*、休士頓、舊金山*、多倫多，再轉機前往哥斯大黎加的國際機場（英语：List of airports in Costa Rica）。[94]

## 外部連結
| - 中華民國外交部－哥斯大黎加共和國簡介 （页面存档备份，存于） - 中華民國駐瓜地馬拉共和國大使館 - 外交部領事事務局－國外旅遊警示分級表 - 中華民國衛生福利部－國際旅遊疫情建議等級 - 中華民國國際經濟合作協會 （页面存档备份，存于） - 哥斯大黎加臺灣商會的Facebook專頁 | - 哥斯大黎加共和國對外關係部－臺灣簡介 （页面存档备份，存于） |